# 羅氏懶齒鯉
羅氏懶齒鯉，為輻鰭魚綱脂鯉目脂鯉亞目半齒脂鯉科的其一種，分布於南美洲塔帕洛斯河、鑫谷河、托坎廷斯河、卡平河等流域，體長可達28.8公分，棲息在底中層水域，生活習性不明。